# لئونسیتو (بازیکن فوتبال)
لئونسیتو (انگلیسی: Leoncito; ۳۰ اوت ۱۹۰۹ – ۱۱ مارس ۱۹۹۵) بازیکن فوتبال اهل اسپانیا بود.
از باشگاه‌هایی که در آن بازی کرده‌است می‌توان به باشگاه فوتبال رئال مادرید اشاره کرد.